# Discopus princeps
Discopus princeps es una especie de escarabajo longicornio del género Discopus, tribu Acanthoderini, subfamilia Lamiinae. Fue descrita científicamente por Bates en 1880.

## Descripción
Mide 13,78-18 milímetros de longitud.

## Distribución
Se distribuye por Perú.